# Athletic Club de Madrid 1926-1927
Questa voce raccoglie le informazioni riguardanti l'Athletic Club de Madrid, antico nome del Club Atlético de Madrid, nelle competizioni ufficiali della stagione 1926-1927.

## Stagione
Nella stagione 1926-1927 i colchoneros terminano il campionato Regional de Madrid al secondo posto, a sette punti dal Real Madrid. In Coppa del Re l'Atlético Madrid fu invece eliminato nella fase a gironi.

## Maglie e sponsor
| Manica sinistra · Manica sinistra · Maglietta · Maglietta · Manica destra · Manica destra · Pantaloncini · Calzettoni |

## Rosa

Luis Olaso, capocannoniere dell'Athletic de Madrid

| N. |                   | Ruolo | Calciatore               |
| -- | ----------------- | ----- | ------------------------ |
| -  | Spagna (bandiera) | P     | Javier Barroso           |
| -  | Spagna (bandiera) | P     | Manuel Sancho            |
| -  | Spagna (bandiera) | D     | Alfonso Olaso Anabitarte |
| -  | Spagna (bandiera) | D     | Tomás Galdós             |
| -  | Spagna (bandiera) | D     | Alfonso de Medina        |
| -  | Spagna (bandiera) | D     | José Ramón Noriega       |
| -  | Spagna (bandiera) | C     | Domingo Burdiel          |
| -  | Spagna (bandiera) | C     | Joaquín Ortiz            |
| -  | Spagna (bandiera) | C     | Andrés Tuduri            |
| -  | Spagna (bandiera) | C     | Cosme Vázquez            |

| N. |                   | Ruolo | Calciatore            |
| -- | ----------------- | ----- | --------------------- |
| -  | Spagna (bandiera) | C     | Desiderio Fajardo     |
| -  | Spagna (bandiera) | C     | Quico Marín           |
| -  | Spagna (bandiera) | C     | Alfredo Suárez        |
| -  | Spagna (bandiera) | C     | Citi Ugalde           |
| -  | Spagna (bandiera) | A     | Antonio de Miguel     |
| -  | Spagna (bandiera) | A     | Vicente Palacios      |
| -  | Spagna (bandiera) | A     | Luis Olaso Anabitarte |
| -  | Spagna (bandiera) | A     | Ángel del Río         |
| -  | Spagna (bandiera) | A     | Ramón Triana          |
| -  | Spagna (bandiera) | A     | Manuel Argüelles      |

## Statistiche

### Statistiche di squadra
| Competizione         | Punti | Totale | Totale | Totale | Totale | Totale | Totale | DR |
| Competizione         | Punti | G      | V      | N      | P      | Gf     | Gs     | DR |
| -------------------- | ----- | ------ | ------ | ------ | ------ | ------ | ------ | -- |
| Coppa del Re         | 5     | 4      | 2      | 1      | 1      | 11     | 8      | +3 |
| Campionato Regionale | 18    | 16     | 8      | 2      | 6      | 31     | 25     | +6 |
| Totale               | 23    | 20     | 10     | 3      | 7      | 42     | 33     | +9 |